# Karl Elsener
Karl Elsener (Bülach, 13 agosto 1934 – Zurigo, 27 luglio 2010) è stato un calciatore svizzero, di ruolo portiere.

## Palmarès

### Club

#### Competizioni nazionali
- Campionato svizzero: 1

Grasshoppers: 1955-1956
- Coppa Svizzera: 1

Grasshoppers: 1955-1956